# Allium baluchistanicum
Allium baluchistanicum là một loài thực vật có hoa trong họ Amaryllidaceae. Loài này được Wendelbo mô tả khoa học đầu tiên năm 1963.